# Seedorf (Uri)
Seedorf és un municipi del cantó d'Uri (Suïssa).